# Aharonovův–Bohmův jev
Aharonovův–Bohmův jev (anglicky Aharonov-Bohm effect) je přímé působení magnetického vektorového potenciálu A, nebo skalárního elektrického potenciálu {\displaystyle \phi } na fázi vlnové funkce částice.

## Klasická pole vs. potenciály
V klasické elektrodynamice se vždy uvažuje silové působení elektrického pole E a magnetické indukce B. Je to v souladu s Maxwellovými rovnicemi a technickou praxí. Kromě toho je možné použít potenciálů, které tato pole vytvářejí, jenže to není jednoznačné. Elektrický potenciál může mít libovolnou hodnotu, ale elektrické pole vznikne až v jeho gradientu. Např. uvnitř libovolně nabité vodivé dutiny ve statickém případě nepozorujeme žádné elektrické pole. Podobně i magnetický vektorový potenciál může mít libovolnou konstantní hodnotu, dokonce i gradient, ale až rotace vytvoří magnetickou indukci, která má měřitelné účinky:
{\displaystyle \mathbf {B} =\nabla \times \mathbf {A} \,,\quad \mathbf {E} =-\nabla \phi ,\quad } resp. dynamicky: {\displaystyle \quad \mathbf {E} =-\nabla \phi -{\frac {\partial \mathbf {A} }{\partial t}}\,.}
V rovnicích kvantové elektrodynamiky naopak od počátku vystupují jen potenciály {\displaystyle \phi } a A, přičemž veškeré pokusy o jejich nahrazení E a B po celá desetiletí selhávaly. V roce 1949 byl v článku zabývajícím se elektronovou optikou zveřejněn myšlenkový experiment, který mohl potvrdit správnost použití potenciálů.
Jakir Aharonov a David Bohm na základě toho navrhli a teoreticky popsali dvě varianty experimentu pro {\displaystyle \phi } a A. Základní myšlenkou je, že potenciály vystupují ve vzorcích pro fázový posun vlnové funkce a ten může ovlivnit interferenční obrazec při pokusech typu dvouštěrbinový experiment. Jedná se o integrály z potenciálů integrované po trajektorii částice:
{\displaystyle \Delta \varphi ={\frac {q}{\hbar }}\int _{trajektorie}\mathbf {A} \cdot d\mathbf {s} ,\quad \Delta \varphi =-{\frac {q}{\hbar }}\int _{trajektorie}\mathbf {\phi } \cdot d\mathbf {t} .}
Je zjevné, že potenciály se cestou integrují nezávisle na tom, zda mohou, nebo nemohou vytvářet "skutečné" elektrické a magnetické pole.

## Jak vytvořit A bez B?
Klasickým příkladem takové situace je nekonečně dlouhá, válcová cívka, tzv. solenoid. Magnetická indukce B prochází jeho vnitřkem a ven vystupuje z nekonečně vzdálených konců. Vedle takového solenoidu by bylo B=0. Reálný solenoid takto striktní není, ale pokud je dostatečně štíhlý, může být vnější pole vedle středu velmi slabé. Vektorový potenciál A okolo solenoidu tvoří kruhové siločáry a jeho intenzita od povrchu se vzdáleností postupně klesá.

## Magnetický experiment - první verze
Vložíme-li takový solenoid mezi štěrbiny dvouštěrbinového experimentu, povede jedna cesta po a druhá proti směru A. Fáze v obou větvích se tedy budou posouvat opačně a změní výsledný interferenční obrazec.
V případě dvouštěrbinového experimentu s elektrony ale narazíme na nepříjemný technologický problém: Jejich vlnová délka je při prakticky použitelných energiích extrémně krátká a tak musí být štěrbiny velmi blízko. Tak blízko, že se tam v polovině 20. století žádný elektromagnet nemohl vejít. Bohm s Aharonovem místo elektromagnetu použili tenké monokrystaly železa, tzv. whiskery. Jsou velmi tenké a když se zmagnetizují, produkují pole prakticky stejná, jako mikroskopické solenoidy.
Experiment byl proveden s wihiskerem umístěným mezi štěrbiny, těsně za přepážku a výsledná změna interferenčního obrazce odpovídala předpovězenému účinku vektorového potenciálu.

## Magnetický experiment - druhá verze
Experiment Aharonova a Bohma provedený roku 1959 měl sice jednoznačný výsledek, ale jednoznačnost byla zřejmá jen po provedení patřičných výpočtů. Proto Akira Tonomura s kolegy provedli roku 1986 v laboratoří firmy Toshiba jeho „čistou verzi“:
Použili mikroskopický toroidní magnet, který má vnější magnetické pole z principu ještě slabší než solenoid a ten navíc pokryli vrstvou niobu, který ochlazením na 9,1 kelvinu přivedli do supravodivého stavu. Supravodič magnetické pole odstíní absolutně, takže se ven žádné nemohlo dostat. Obrazec byl posunut i za těchto okolností, tzn. čistě jen vlivem vektorového potenciálu A.

## Elektrický experiment
Aharonov a Bohm provedli i elektrický experiment: Svazek se rozdělí elektronovým biprizmatem na dva, každý z nich se vede separátní kovovou trubičkou a nakonec se spojí, aby došlo k interferenci. Svazky nejsou kontinuální, trubičkami se posílají jen krátké impulzy. Vždy, když se elektrony nacházejí uvnitř trubiček, připojí se na jednu z nich napětí, takže na elektrony působí rozdílné potenciály. Napětí se po chvíli zase vypne, dřív než elektrony dojdou ke konci trubičky. Protože je napětí zapnuté jen v době, kdy se elektrony nacházejí dostatečně hluboko uvnitř, nemůže na ně působit elektrické pole. Přesto byl naměřen posun interferenčního obrazce v závislosti na napětí. Elektrony tedy musely reagovat jen na skalární potenciál {\displaystyle \phi }.